# Sarcomitrium
Sarcomitrium là một chi rêu trong họ Aneuraceae.